# EuroLeague Women 2012-2013
L'Eurolega di pallacanestro femminile 2012-2013 è stata la 22ª edizione della massima competizione europea per club. Il torneo è iniziato il 24 ottobre 2012 ed è terminato con la final eight, in programma tra il 18 e il 24 marzo 2013 a Ekaterinburg, in Russia. L'UMMC Ekaterinburg ha vinto il trofeo per la seconda volta.

## Regolamento
Le 21 squadre partecipanti sono state divise in 3 gironi di 7, con partite di andata e ritorno.

Le prime 5 di ogni girone si qualificano alla fase a eliminazione diretta. L'UMMC Ekaterinburg è qualificata automaticamente alla final eight come squadra organizzatrice.

Gli ottavi di finale si giocheranno al meglio delle tre partite. Gli accoppiamenti saranno definiti in base al ranking delle squadre qualificate.

## Regular season
Le partite si sono giocate tra il 24 ottobre 2012 e il 6 febbraio 2013.

### Gruppo A

#### Classifica
|    | Squadra              | P.ti | G  | V  | P  | PF  | PS  | DP   |
| -- | -------------------- | ---- | -- | -- | -- | --- | --- | ---- |
| 1. | Sparta&K Vidnoe      | 22   | 12 | 10 | 2  | 974 | 799 | +175 |
| 2. | Bourges Basket       | 21   | 12 | 9  | 3  | 787 | 743 | +44  |
| 3. | Wisła Cracovia       | 18   | 12 | 6  | 6  | 818 | 825 | -7   |
| 4. | Rivas Ecópolis       | 18   | 12 | 6  | 6  | 813 | 766 | +47  |
| 5. | Hat-Agro Uni Győr    | 17   | 12 | 5  | 7  | 801 | 890 | -89  |
| 6. | Tarsus Belediye Spor | 16   | 12 | 4  | 8  | 863 | 892 | -29  |
| 7. | BK IMOS Brno         | 14   | 12 | 2  | 10 | 765 | 906 | -141 |

#### Risultati
| Squadra              | BOU   | BRN   | GYŐ    | RIV   | SPA   | TAR   | WIS   |
| -------------------- | ----- | ----- | ------ | ----- | ----- | ----- | ----- |
| Bourges Basket       |       | 85-60 | 57-47  | 60-49 | 77-72 | 66-63 | 61-55 |
| BK IMOS Brno         | 60-63 |       | 86-61  | 59-66 | 51-83 | 70-90 | 77-74 |
| Hat-Agro Uni Győr    | 59-65 | 72-70 |        | 78-72 | 56-74 | 81-72 | 81-67 |
| Rivas Ecópolis       | 65-62 | 67-50 | 84-65  |       | 61-72 | 79-48 | 62-66 |
| Sparta&K Vidnoe      | 84-62 | 95-63 | 100-62 | 70-68 |       | 88-81 | 89-63 |
| Tarsus Belediye Spor | 61-65 | 81-72 | 81-70  | 62-74 | 79-83 |       | 72-70 |
| Wisła Cracovia       | 68-64 | 69-47 | 62-67  | 74-66 | 76-64 | 74-73 |       |

### Gruppo B

#### Classifica
|    | Squadra                  | P.ti | G  | V | P  | PF  | PS  | DP   |
| -- | ------------------------ | ---- | -- | - | -- | --- | --- | ---- |
| 1. | Good Angels Košice       | 21   | 12 | 9 | 3  | 919 | 840 | +79  |
| 2. | Fenerbahçe               | 21   | 12 | 9 | 3  | 946 | 813 | +133 |
| 3. | Nadežda Orenburg         | 20   | 12 | 8 | 4  | 861 | 857 | -4   |
| 4. | Famila Schio             | 19   | 12 | 7 | 5  | 839 | 823 | +16  |
| 5. | Târgovişte               | 16   | 12 | 4 | 8  | 824 | 886 | -62  |
| 5. | UNIQA Euroleasing Sopron | 15   | 12 | 3 | 9  | 827 | 862 | -35  |
| 7. | Arras Pays d'Artois      | 14   | 12 | 2 | 10 | 750 | 885 | -135 |

#### Risultati
| Squadra             | ARR   | FEN   | KOŠ   | NAD   | SCH   | SOP   | TÂR   |
| ------------------- | ----- | ----- | ----- | ----- | ----- | ----- | ----- |
| Arras Pays d'Artois |       | 59-88 | 67-70 | 70-80 | 69-57 | 55-74 | 67-66 |
| Fenerbahçe          | 81-75 |       | 93-91 | 93-67 | 82-68 | 77-71 | 73-48 |
| Good Angels Košice  | 78-52 | 66-63 |       | 77-67 | 79-69 | 89-78 | 93-78 |
| Nadežda Orenburg    | 89-71 | 65-64 | 70-65 |       | 65-61 | 73-69 | 71-68 |
| Famila Schio        | 74-49 | 74-69 | 67-78 | 72-64 |       | 89-71 | 66-62 |
| UNIQA Sopron        | 56-52 | 69-74 | 64-69 | 68-74 | 60-66 |       | 82-87 |
| Târgovişte          | 72-64 | 60-89 | 72-64 | 79-76 | 75-76 | 57-65 |       |

### Gruppo C

#### Classifica
|    | Squadra             | P.ti | G  | V  | P  | PF  | PS  | DP   |
| -- | ------------------- | ---- | -- | -- | -- | --- | --- | ---- |
| 1. | UMMC Ekaterinburg   | 23   | 12 | 11 | 1  | 951 | 772 | +179 |
| 2. | Galatasaray         | 21   | 12 | 9  | 3  | 771 | 675 | +96  |
| 3. | CCC Polkowice       | 18   | 12 | 6  | 6  | 806 | 773 | +33  |
| 4. | Perfumerías Avenida | 17   | 12 | 5  | 7  | 820 | 846 | -26  |
| 5. | ZVVZ USK Praga      | 17   | 12 | 5  | 7  | 802 | 839 | -37  |
| 6. | USO Mondeville      | 17   | 12 | 5  | 7  | 757 | 853 | -96  |
| 7. | Novi Zagreb         | 13   | 12 | 1  | 11 | 826 | 975 | -149 |

#### Risultati
| Squadra             | EKA    | GAL   | MON   | NZG   | PER   | POL   | PRA   |
| ------------------- | ------ | ----- | ----- | ----- | ----- | ----- | ----- |
| UMMC Ekaterinburg   |        | 61-45 | 79-58 | 83-77 | 94-62 | 66-57 | 94-75 |
| Galatasaray         | 70-71  |       | 58-47 | 77-50 | 68-56 | 51-58 | 58-56 |
| USO Mondeville      | 55-82  | 59-70 |       | 79-74 | 73-64 | 65-63 | 70-61 |
| Novi Zagreb         | 70-101 | 48-79 | 82-60 |       | 68-86 | 55-76 | 71-79 |
| Perfumerías Avenida | 65-57  | 69-79 | 82-54 | 87-77 |       | 59-68 | 65-78 |
| CCC Polkowice       | 67-85  | 48-50 | 82-86 | 77-66 | 74-63 |       | 65-67 |
| ZVVZ USK Praga      | 71-78  | 52-66 | 56-51 | 91-88 | 56-62 | 60-71 |       |

### Ranking
|     | Gr. | Squadra             | P.ti | G  | V  | P | PF  | PS  | DP   |
| --- | --- | ------------------- | ---- | -- | -- | - | --- | --- | ---- |
| 1.  | C   | UMMC Ekaterinburg   | 23   | 12 | 11 | 1 | 951 | 772 | +179 |
| 2.  | A   | Sparta&K Vidnoe     | 22   | 12 | 10 | 2 | 974 | 799 | +175 |
| 3.  | B   | Fenerbahçe          | 21   | 12 | 9  | 3 | 946 | 813 | +133 |
| 4.  | C   | Galatasaray         | 21   | 12 | 9  | 3 | 771 | 675 | +96  |
| 5.  | B   | Good Angels Košice  | 21   | 12 | 9  | 3 | 919 | 840 | +79  |
| 6.  | A   | Bourges Basket      | 21   | 12 | 9  | 3 | 787 | 743 | +44  |
| 7.  | B   | Nadežda Orenburg    | 20   | 12 | 8  | 4 | 861 | 857 | -4   |
| 8.  | B   | Famila Schio        | 19   | 12 | 7  | 5 | 839 | 823 | +16  |
| 9.  | A   | Rivas Ecópolis      | 18   | 12 | 6  | 6 | 813 | 766 | +47  |
| 10. | C   | CCC Polkowice       | 18   | 12 | 6  | 6 | 806 | 773 | +33  |
| 11. | A   | Wisła Cracovia      | 18   | 12 | 6  | 6 | 818 | 825 | -7   |
| 12. | C   | Perfumerías Avenida | 17   | 12 | 5  | 7 | 820 | 846 | -26  |
| 13. | C   | ZVVZ USK Praga      | 17   | 12 | 5  | 7 | 802 | 839 | -37  |
| 14. | A   | Hat-Agro Uni Győr   | 17   | 12 | 5  | 7 | 801 | 890 | -89  |
| 15. | B   | Târgovişte          | 16   | 12 | 4  | 8 | 824 | 886 | -62  |

## Ottavi di finale
Le partite si sono giocate il 19, il 22 e il 27 febbraio.
| Squadra 1          | Totale | Squadra 2           | Gara 1  | Gara 2  | Gara 3  |
| ------------------ | ------ | ------------------- | ------- | ------- | ------- |
| Sparta&K Vidnoe    | 2 – 0  | Târgovişte          | 91 – 84 | 68 – 63 | –       |
| Fenerbahçe         | 2 – 0  | Hat-Agro Uni Győr   | 93 – 61 | 77 – 68 | –       |
| Galatasaray        | 2 – 0  | ZVVZ USK Praga      | 49 – 48 | 78 – 63 | –       |
| Good Angels Košice | 2 – 0  | Perfumerías Avenida | 82 – 68 | 74 – 64 | –       |
| Bourges Basket     | 2 – 1  | Wisła Cracovia      | 54 – 57 | 50 – 38 | 66 – 59 |
| Nadežda Orenburg   | 0 – 2  | CCC Polkowice       | 71 – 74 | 70 – 76 | –       |
| Famila Schio       | 2 – 1  | Rivas Ecópolis      | 69 – 63 | 47 – 75 | 79 – 75 |

## Final Eight

### Quarti di finale

#### Gruppo A
|    | Squadra            | P.ti | G | V | P | PF  | PS  | DP  |
| -- | ------------------ | ---- | - | - | - | --- | --- | --- |
| 1. | UMMC Ekaterinburg  | 6    | 3 | 3 | 0 | 212 | 130 | +82 |
| 2. | Good Angels Košice | 5    | 3 | 2 | 1 | 178 | 191 | -13 |
| 3. | CCC Polkowice      | 4    | 3 | 1 | 2 | 157 | 185 | -28 |
| 3. | Galatasaray        | 3    | 3 | 0 | 3 | 160 | 201 | -41 |

| Squadra            | EKA | GAL     | KOŠ     | POL     |
| ------------------ | --- | ------- | ------- | ------- |
| UMMC Ekaterinburg  |     | 72 – 44 | 71 – 42 | 68 – 45 |
| Galatasaray        |     |         | 65 – 71 | 51 – 58 |
| Good Angels Košice |     |         |         | 66 – 54 |
| CCC Polkowice      |     |         |         |         |

#### Gruppo B
|    | Squadra         | P.ti | G | V | P | PF  | PS  | DP  |
| -- | --------------- | ---- | - | - | - | --- | --- | --- |
| 1. | Fenerbahçe      | 6    | 3 | 3 | 0 | 228 | 173 | +55 |
| 2. | Bourges Basket  | 5    | 3 | 2 | 1 | 175 | 189 | -14 |
| 3. | Sparta&K Vidnoe | 4    | 3 | 1 | 2 | 222 | 223 | -1  |
| 4. | Famila Schio    | 3    | 3 | 0 | 3 | 194 | 234 | -40 |

| Squadra         | SPA | FEN     | BOU     | SCH     |
| --------------- | --- | ------- | ------- | ------- |
| Sparta&K Vidnoe |     | 70 – 73 | 64 – 71 | 88 – 79 |
| Fenerbahçe      |     |         | 69 – 44 | 86 – 59 |
| Bourges Basket  |     |         |         | 60 – 56 |
| Famila Schio    |     |         |         |         |

### Fase a eliminazione diretta
|  | Semifinali         | Semifinali         | Semifinali |            |                   | Finale             | Finale             | Finale             |  |
|  |                    |                    |            |            |                   |                    |                    |                    |  |
|  | UMMC Ekaterinburg  | UMMC Ekaterinburg  | 73         |            |                   |                    |                    |                    |  |
|  | UMMC Ekaterinburg  | UMMC Ekaterinburg  | 73         |            |                   |                    |                    |                    |  |
|  | Bourges Basket     | Bourges Basket     | 44         |            |                   |                    |                    |                    |  |
|  | Bourges Basket     | Bourges Basket     | 44         |            | UMMC Ekaterinburg | UMMC Ekaterinburg  | 82                 |                    |  |
|  |                    |                    |            |            | UMMC Ekaterinburg | UMMC Ekaterinburg  | 82                 |                    |  |
|  |                    |                    | Fenerbahçe | Fenerbahçe | 56                |                    |                    |                    |  |
|  | Fenerbahçe         | Fenerbahçe         | Fenerbahçe | Fenerbahçe | 56                | 68                 |                    |                    |  |
|  | Fenerbahçe         | Fenerbahçe         |            |            |                   | 68                 |                    |                    |  |
|  | Good Angels Košice | Good Angels Košice | 56         |            |                   | Finale terzo posto | Finale terzo posto | Finale terzo posto |  |
|  | Good Angels Košice | Good Angels Košice | 56         |            |                   |                    |                    |                    |  |
|  |                    |                    |            |            |                   |                    |                    |                    |  |
|  |                    |                    |            |            |                   | Bourges Basket     | Bourges Basket     | 65                 |  |
|  |                    |                    |            |            |                   | Bourges Basket     | Bourges Basket     | 65                 |  |
|  |                    |                    |            |            |                   | Good Angels Košice | Good Angels Košice | 57                 |  |

#### Finale
| Arbitri: | Boris Schmidt Uroš Obrknežević Tomislav Hordov |

|           |          |                        |
| Parker 24 | Punti    | 22 Matović, McCoughtry |
| Nolan 6   | Assist   | 4 Pondexter            |
| Parker 11 | Rimbalzi | 7 McCoughtry           |

| EuroLeague Women 2012-2013  |
| --------------------------- |
| UMMC Ekaterinburg 2º titolo |